# Djakowica
Djakowica (Ðakovica, Ђаковица; alb. Gjakova lub Gjakovë) – miasto leżące w południowo-zachodnim Kosowie w regionie Peć. Czwarte co do wielkości miasto kraju. Ośrodek przemysłu (włókienniczego, spożywczego) i rzemiosła (złotnictwo).; meczet (XVI wiek), domy w stylu bałkańskim i orientalnym. W pobliżu miasta wydobycie rud chromu.
Nazwa tej miejscowości może wywodzić się od słowa đakon czyt. dźakon („diakon” po serbsko-chorwacku) i prawosławnego klasztoru Devič. Przed wojną na Bałkanach w Djakowicy mieszkało 61,4 tys. ludzi, z czego 89% stanowili kosowscy Albańczycy, 4% Serbowie a 7% inne narodowości. Miejscowość poważnie ucierpiała podczas wojny. Zbrodnie wojenne dotknęły początkowo ludność pochodzenia albańskiego. Musieli uciekać ze swoich domów, wiele osób zginęło. Po ustaniu walk Albańczycy wrócili, natomiast w obawie przed zemstą swoje domy musiała opuścić cała ludność niealbańska.
W 2016 w Djakowicy rozegrano Mistrzostwa Europy w szachach.

## Współpraca
- Szkodra, Albania
- Jamestown, Stany Zjednoczone
- Lodève, Francja